# Обитель ангелов (фильм)
«Обитель ангелов» (англ. Home Of Angels) — кинофильм.

## Сюжет
Билли, не нежелающий мириться с мнением родителей, отправляется в тайную поездку из Лонг-Айленда в Филадельфию, чтобы тайком вывести своего дедушку из дома престарелых и вместе с ним вернуться домой к Рождеству. Благодаря занятости служащих и обитателей дома престарелых предпраздничными делами, побег удаётся, но вскоре Билли и его дед переходят дорогу одному гангстеру и, спасаясь от него, они находят прибежище у бездомного Баззарда Брэкена. Но вскоре в лагерь бездомных прибывают гангстеры и ловят там Билли и его дедушку. Однако Баззард и его друзья освобождают героев и снабжают их деньгами, полученными в качестве милостыни, чтобы они смогли добраться до Лонг-Айленда и вернуться домой к Рождеству.

## В ролях
- Лэнс Робинсон — Билли
- Эйб Вигода — Генри
- Шерман Хемсли — Баззард
- Кэрин Вулф — Лаура